# Reminiscencia (escultura)
Reminiscencia es una escultura en acero de Rafael San Juan, instalada cerca del Puente Matute Remus, en Guadalajara, en el estado mexicano de Jalisco. 

## Historia y descripción
El busto de 9 metros (29,5 pies) de altura representa a una mujer con una corona de flores. Pesa 4 toneladas (4000,0 kg) y costó $2,08 millones. Fue planificado en 2015 e inaugurado el 26 de septiembre de 2018 por el entonces presidente municipal, Enrique Ibarra Pedroza. Fue nombrado reminiscencia por su lema "saber es recordar". La escultura honra a las mujeres jaliscienses.